# Escalofrío (álbum)
Escalofrío es el nombre del cuarto álbum de estudio de Gillman. Considerado generalmente como una de las mayores obras del grupo.  Consiste en el primer trabajo conceptual de su tipo, el álbum recoge una importante cantidad de mitos y leyendas del folclor venezolano (aunque muchas también hacen parte de la cultura colombiana e hispanoamericana) cada canción viene con una introducción narrada por Porfirio Torres importante folclorista venezolano quien documento y aporto buena parte de las historias, rodeada de musicalización atmosférica que proporciona contexto, seguida por la interpretación heavy del grupo.
Fue grabado y mezclado por Boris Milán y Roberto Percuocco en Estudios Mad Box de Caracas igual que la anterior entrega, pero el proceso de masterización se realizó por Harry Hirsh en Digital House New York, USA.

### Detalles
Si bien esta es la primera entrega del grupo no gestada bajo el amparo de ningún sello discográfico, rápidamente se convirtió en uno de los trabajos más importantes del metal venezolano e hispanoamericano, sentaría las bases de sus futuras producciones e incluso tendría una continuación/conclusión lineal lanzada 18 años después con el mismo método narración/tema y una versión regrabada por su 20 aniversario.
Dentro de los aspectos técnicos se destaca el dibujo carátula realizado por Daniel Mocci creador de «Críspulo» una versión temprana de la mascota de la banda que tardaría 10 años más en aparecer «Guaicaipuro Cuauhtémoc», así como la participación especial de Porfirio Torres quien aporto una documentada y muy elaborada narración de las tradicionales leyendas y mitos. Un hecho bastante significativo es que al parecer la primera edición agoto rápidamente y al igual que las primeras 2 obras de la banda fue reeditada extraoficialmente por la disquera Top Ten Hits sin el cover de "Nada es eterno".

### Canciones
| Escalofrió (1994) |                                                  |          |  |
| N.º               | Título                                           | Duración |  |
| 1.                | «Escalofrío -Intro-»                             | 02:09    |  |
| 2.                | «Relato poema negro»                             | 00:30    |  |
| 3.                | «El poema negro»                                 | 08:19    |  |
| 4.                | «Cuento de El Silbón»                            | 01:03    |  |
| 5.                | «El Silbón»                                      | 03:39    |  |
| 6.                | «Cuento de La Sayona»                            | 00:53    |  |
| 7.                | «La Sayona»                                      | 05:15    |  |
| 8.                | «Cuento de El Pez Nicolás»                       | 00:51    |  |
| 9.                | «El Pez Nicolás»                                 | 03:34    |  |
| 10.               | «Cuento de El Tirano Aguirre»                    | 01:05    |  |
| 11.               | «El Tirano Aguirre»                              | 05:50    |  |
| 12.               | «Cuento de El Carretón»                          | 02:06    |  |
| 13.               | «El Carretón»                                    | 04:27    |  |
| 14.               | «Relato del extraño caso de Petare»              | 01:42    |  |
| 15.               | «El extraño caso de Petare»                      | 05:20    |  |
| 16.               | «Cuento de El Hachador»                          | 01:24    |  |
| 17.               | «El Hachador»                                    | 05:07    |  |
| 18.               | «Escalofrío -Finale-»                            | 02:58    |  |
| 19.               | «El vagón de la muerte (Cover de Arkangel 1981)» | 04:28    |  |
| 20.               | «Nada es eterno (Cover de Arkangel 1981)»        | 03:34    |  |
| 21.               | «Children of the Grave (Cover de Black Sabbath)» | 05:05    |  |
| 22.               | «Resistiré (Cover de Barón Rojo)»                | 05:05    |  |

### Formación
- Paul Gillman – Voz
- Facundo Coral – Guitarra
- Eulalio “Churdy” Toledo – Bajo
- Eduardo Sáez – Batería

Actuaciones especiales de: 
- Alfredo Escalante – Introducción
- Porfirio Torres – Narraciones
- Boris Milán
- Adriana Solórzano
- Jesús Mariño
- Eduardo Nieto.

### Créditos
- Efectos especiales: Frank Gil, Rafael Kruegger, Eddie Ortiz, el «Gordo» Antón y Jorge Stelling.
- Grabado y mezclado por: Boris Milán y Roberto Percuocco en Estudios Mad Box entre el 29 de enero y el 15 de marzo de 1994. Caracas, Venezuela.
- Masterizado por: Harry Hirsh, Digital House New York, USA.
- Dibujo carátula: Daniel Mocci, creador de «Críspulo».
- Diseño gráfico: Jorge Ortiz.

## Escalofrío XX Aniversario
Por el 20 aniversario del álbum, se regrabó con mejor tecnología todo el álbum en dos etapas la preproducción en el primer trimestre de 2013, la cual estuvo a cargo de Luis Loyo. La grabación del bajo y las guitarras fueron hechas en Valencia, Venezuela, en el Vintage Estudio a cargo de Rubén Hernández, desde el día 1 al 4 de abril del 2013. La grabación de las voces, mezcla y masterización en los estudios de la Nave de Oseberg en Buenos Aires, Argentina entre los días 17 al 27 de abril de 2013.
En esta entrega nuevamente participa Porfirio Torres como narrador y debuta el relato/canción de María Lionza así como el tema inédito Inframundo. La regrabación recibió una favorable respuesta por los seguidores del grupo, y seria incluida en la edición "Escalofríos 1 + 2 - La saga" lanzada en 2018 en edición limitada.

### Canciones
| Escalofrío 20 Aniversario |                                               |          |  |
| N.º                       | Título                                        | Duración |  |
| 1.                        | «Intro escalofrío»                            | 02:15    |  |
| 2.                        | «Relato poema negro»                          | 00:30    |  |
| 3.                        | «Poema negro»                                 | 06:29    |  |
| 4.                        | «Relato el Silbón»                            | 01:06    |  |
| 5.                        | «El Silbón»                                   | 03:38    |  |
| 6.                        | «Relato la Sayona»                            | 00:57    |  |
| 7.                        | «La Sayona»                                   | 05:11    |  |
| 8.                        | «Relato el Pez Nicolás»                       | 00:44    |  |
| 9.                        | «El Pez Nicolás»                              | 03:29    |  |
| 10.                       | «Relato María Lionza»                         | 01:37    |  |
| 11.                       | «María Lionza»                                | 03:13    |  |
| 12.                       | «Relato el Tirano Aguirre»                    | 01:14    |  |
| 13.                       | «El Tirano Aguirre»                           | 05:24    |  |
| 14.                       | «Relato el Carretón»                          | 02:12    |  |
| 15.                       | «El Carretón»                                 | 04:27    |  |
| 16.                       | «Relato el extraño caso de Petare»            | 01:53    |  |
| 17.                       | «El extraño caso de Petare»                   | 05:33    |  |
| 18.                       | «Relato el Hachador»                          | 01:31    |  |
| 19.                       | «El Hachador»                                 | 05:21    |  |
| 20.                       | «Outro escalofrío»                            | 02:51    |  |
| 21.                       | «La isla del tesoro (Cover de Alban Arthuan)» | 07:16    |  |
| 22.                       | «The Black Widow (Cover de Alice Cooper)»     | 03:28    |  |
| 23.                       | «El inframundo»                               | 04:31    |  |

### Formación
- Paul Gillman: voz.
- Luis Loyo: todas las guitarras y el bajo.

### Créditos
- Coros: Paul Gillman, Angie Gillman, Paul Brian Gillman, Maximiliano Batista y Luis Loyo.
- Eduardo Sáez: Batería
- Derek Riggs: Arte Cuauhtemoc
- Facundo Coral: Solo de guitarra en el tema «El Poema Negro»
- Ingeniero de Sonido Martín Toledo.
- Asistido por: Maximiliano Batista.
- Narración: Porfirio Torres
- Adaptación de Cuauhtemoc e Ilustraciones Rafael Mattey
- Diseño Gráfico y Montaje Alejandro R. Aguilar H.